# Assemblée générale de l'Union astronomique internationale de 1955
9e assemblée générale de l'Union astronomique internationale
La 9e assemblée générale de l'Union astronomique internationale s'est tenue du 29 août au 5 septembre 1955 à Dublin, en Irlande.